# Vogelvoer

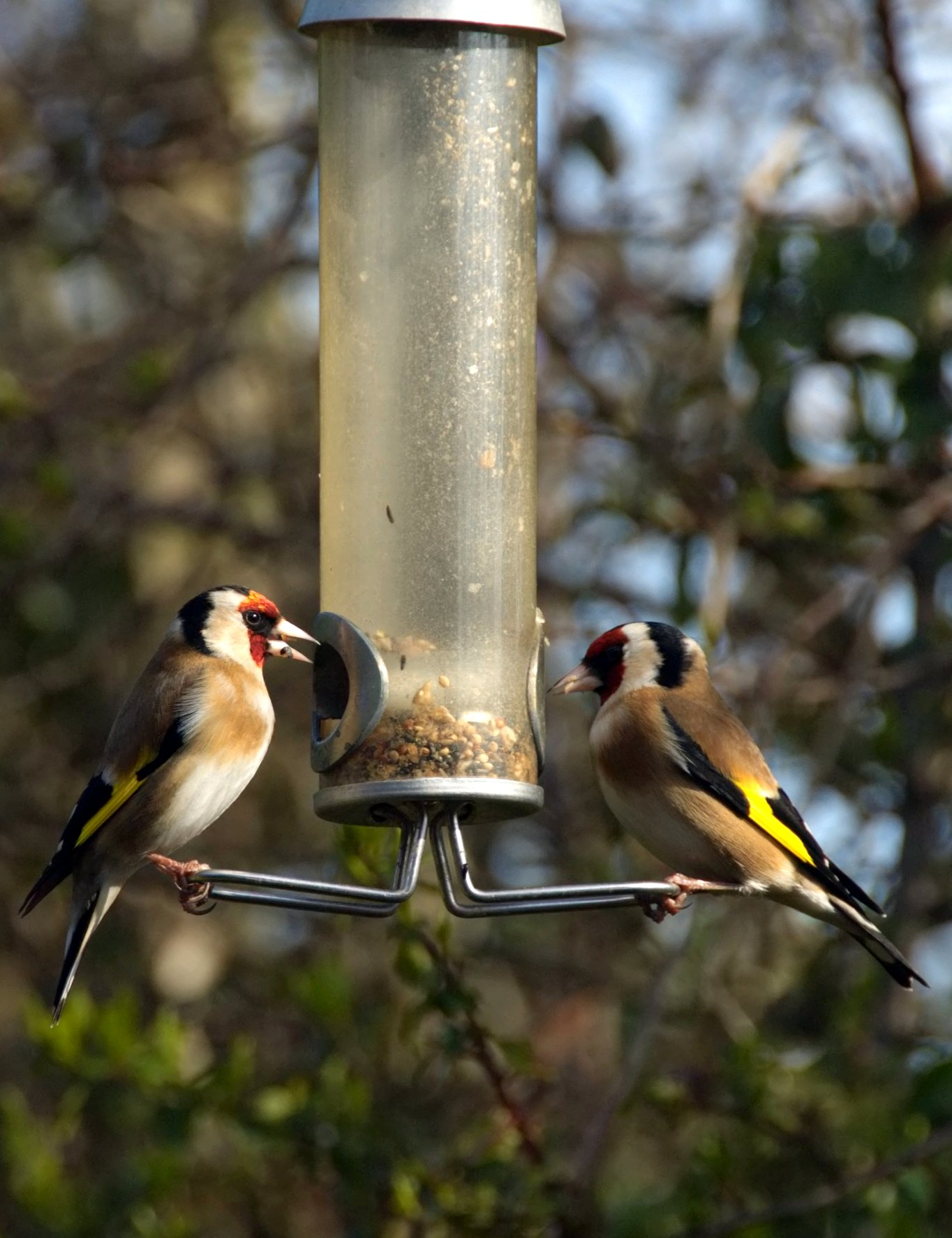
Twee putters op een voerhouder

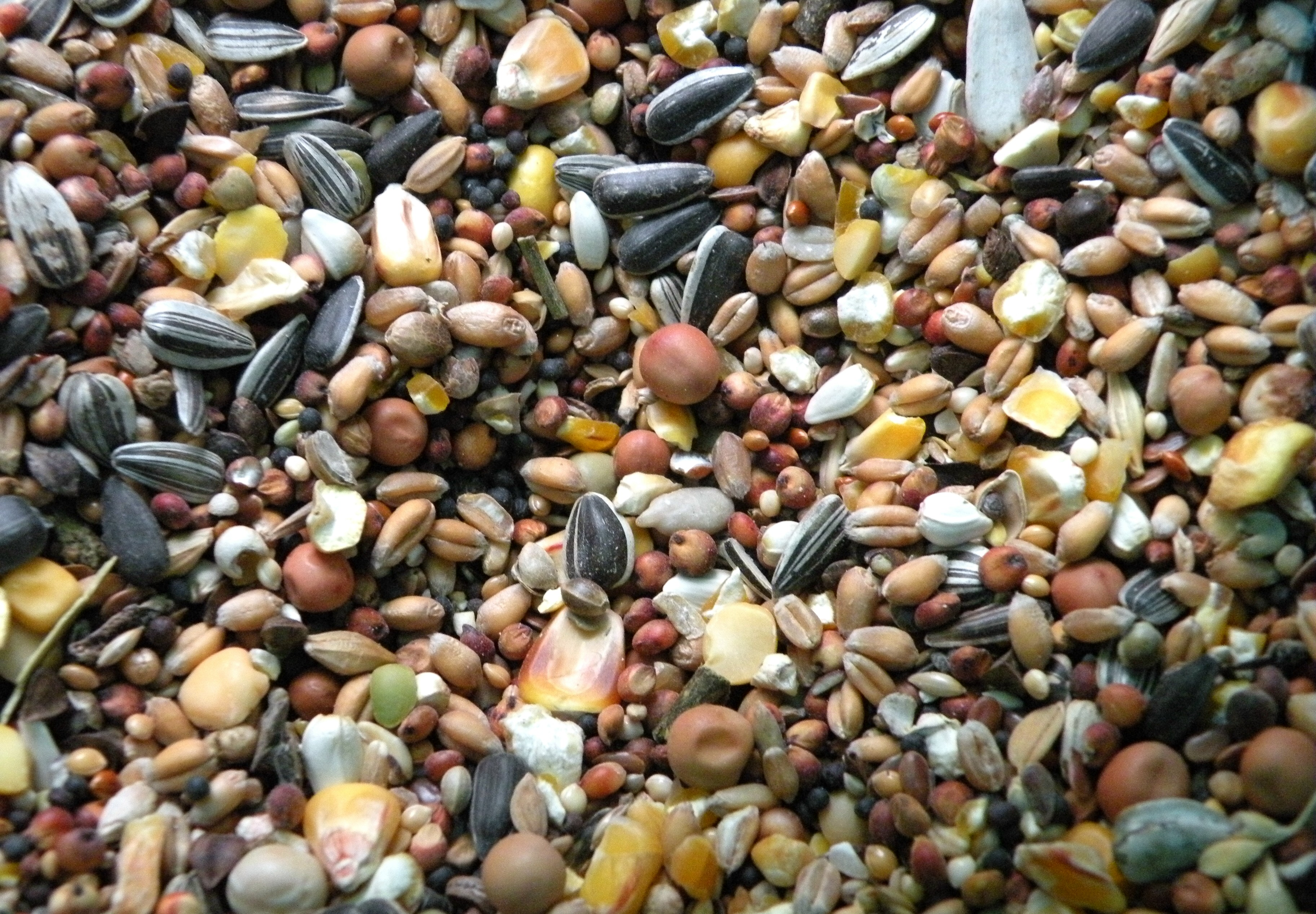
Gemengd vogelvoer (winter-bijvoer)

Vogelvoer is voedsel voor vogels. Vogels die in een kooi of volière opgesloten worden gehouden dienen met regelmaat van een voor de soort geschikt voer voorzien te worden. 
Vogels die in vrijheid in de omgeving van de mens verblijven kunnen, met name in de winterperiode, bijgevoederd worden. Voor dit doel zijn diverse soorten vogelvoer te koop, bestaande uit verschillende zaden, zonnebloempitten of wormen. Vooral pinda's in dop, gepeld in een netje, aan een snoer of in een pindacake, ongezouten vogelpindakaas en vetbollen met zaad worden veel gebruikt. Ook stukjes brood, kaas en fruit (vooral appels) kunnen gebruikt worden als vogelvoer
Voer kan worden neergelegd in een vogelhuisje, op een voedertafel, of opgehangen worden in een boom of struik. Spechten eten behalve insecten ook graag pindakaas, die men bijvoorbeeld in een spechtenblok kan aanbieden: een dikke tak met gaten van vier à vijf centimeter diep.